# Sergio Llamas
Sergio Llamas (Vitoria-Gasteiz, 6 de março de 1993) é um futebolista profissional espanhol que atua como meia.

## Carreira
Sergio Llamas começou a carreira no Deportivo Alavés.

## Títulos
Alavés
- Vice Copa del Rey: 2016-2017.